# Heartbreaker (bài hát của Mariah Carey)
"Heartbreaker" là một bài hát của nghệ sĩ thu âm người Mỹ Mariah Carey hợp tác với rapper người Mỹ Jay-Z nằm trong album phòng thu thứ bảy của cô, Rainbow (1999). Nó được phát hành vào ngày 21 tháng 9 năm 1999 như là đĩa đơn đầu tiên trích từ album bởi Columbia Records. Bài hát được đồng viết lời bởi hai nghệ sĩ và Carey cũng tham gia đồng sản xuất nó với DJ Clue, người cộng tác viên quen thuộc xuyên suốt sự nghiệp của cô, trong đó sử dụng đoạn nhạc mẫu từ bài hát năm 1982 của Stacy Lattisaw "Attack of the Name Game", được sáng tác bởi Shirley Elliston, Lincoln Chase, Narada Michael Walden và Jeffrey Cohen. "Heartbreaker" là một bản R&B kết hợp với những yếu tố từ dance-pop và hip hop mang nội dung đề cập đến quan điểm của một cô gái về việc trở lại với người yêu của mình mặc dù anh liên tục lừa dối và khiến trái tim cô tan vỡ. Một phiên bản phối lại chính thức của bài hát với sự tham gia hợp tác của Da Brat và Missy Elliott, cũng được phát hành.
Được ghi nhận trong việc thể hiện tham vọng tấn công mạnh mẽ vào thị trường nhạc hip hop của Carey, "Heartbreaker" trở thành đĩa đơn thương mại thứ hai của cô hợp tác với một rapper sau đĩa đơn năm 1995 "Fantasy". Sau khi phát hành, nó nhận được những phản ứng trái chiều từ các nhà phê bình âm nhạc, trong đó họ đưa ra nhiều ý kiến chỉ trích xung quanh tính nguyên bản của bài hát, cũng như so sánh với "Fantasy" vốn cũng được xây dựng xung quanh đoạn hook từ những giai điệu nổi tiếng để đưa vào phổ nhạc. Tuy nhiên, "Heartbreaker" đã gặt hái những thành công lớn về mặt thương mại, đứng đầu bảng xếp hạng ở New Zealand và lọt vào top 10 ở nhiều quốc gia trên thế giới, bao gồm vươn đến top 5 ở Canada, Pháp và Vương quốc Anh. Tại Hoa Kỳ, nó đạt vị trí số một trên bảng xếp hạng Billboard Hot 100 trong hai tuần liên tiếp, trở thành đĩa đơn quán quân thứ 14 trong sự nghiệp của Carey và giúp cô nâng cao kỷ lục cho nghệ sĩ nữ nắm giữ nhiều đĩa đơn số một nhất tại đây.
Video ca nhạc cho "Heartbreaker" được đạo diễn bởi Brett Ratner và là một trong những video tốn kém nhất từng được thực hiện với kinh phí hơn 2.5 triệu đô-la, trong đó bao gồm những cảnh Carey và bạn bè của cô đến một rạp chiếu phim để theo dõi người bạn trai của cô (do Jerry O'Connell đóng) đi với người một phụ nữ khác. Ngoài ra, nữ ca sĩ còn đóng vai phản diện trong video là Bianca, trong một cảnh ẩu đả giữa hai người. Do những vấn đề nảy sinh trong quá trình thỏa thuận hợp đồng, Jay-Z đã không xuất hiện trong video và được thay thế bởi những hình ảnh hoạt hình. Để quảng bá bài hát, Carey đã trình diễn nó trên nhiều chương trình truyền hình và lễ trao giải lớn, bao gồm The Oprah Winfrey Show, Today, Top of the Pops và giải Âm nhạc châu Âu của MTV năm 1999, cũng như trong nhiều chuyến lưu diễn của cô. Kể từ khi phát hành, "Heartbreaker" đã xuất hiện trong nhiều album tuyển tập của nữ ca sĩ, như #1's (1998), Greatest Hits (2001) và #1 to Infinity (2015).

## Danh sách bài hát
| - Đĩa than tại Hoa Kỳ 1. "Heartbreaker" (bản album) – 4:48 2. "Heartbreaker/If You Should Ever Be Lonely" – 4:37 3. "Heartbreaker/If You Should Ever Be Lonely" (Junior's Club phối) – 10:18 4. "Heartbreaker/If You Should Ever Be Lonely" – 10:12 5. "Heartbreaker/If You Should Ever Be Lonely" (Junior's Hard phối) – 10:19 - Đĩa CD maxi tại Hoa Kỳ 1. "Heartbreaker" (bản album) – 4:18 2. "Heartbreaker" (phối lại) – 4:36 3. "Heartbreaker/If You Should Ever Be Lonely" (Junior's Club phối) – 10:18 4. "Heartbreaker/If You Should Ever Be Lonely" (Junior's Club Dub) – 10:11 5. "Heartbreaker/If You Should Ever Be Lonely" (Junior's Hard phối) – 10:20 - Đĩa CD tại Hoa Kỳ 1. "Heartbreaker" (bản album) – 4:48 2. "Heartbreaker" (phối lại) – 4:37 | - Đĩa than 12" tại châu Âu Mặt A 1. "Heartbreaker" (bản album) – 4:18 2. "Heartbreaker" (phối lại) – 4:36 Mặt B 1. "Heartbreaker/If You Should Ever Be Lonely" (Junior's Club phối) – 10:18 2. "Heartbreaker/If You Should Ever Be Lonely" (Junior's Club Dub) – 10:11 - Đĩa CD maxi tại Úc và Anh quốc 1. "Heartbreaker" (bản album) – 4:18 2. "Heartbreaker" (phối lại) – 4:36 3. "Heartbreaker" (bản không rap) – 3:20 4. "Heartbreaker/If You Should Ever Be Lonely" (Junior Heartbreaker Club phối) – 10:14 |

## Thành phần thực hiện
Thành phần thực hiện được trích từ ghi chú của Rainbow, Columbia Records.
- Mariah Carey – giọng hát, viết lời, sản xuất
- Jay-Z – giọng rap, viết lời
- DJ Clue – sản xuất
- Narada Michael Walden – viết lời
- Jeff Cohen – viết lời
- Shirley Elliston – viết lời
- Lincoln Chase – viết lời

## Xếp hạng
| Bảng xếp hạng (1999)                     | Vị trí cao nhất |
| ---------------------------------------- | --------------- |
| Úc (ARIA)                                | 10              |
| Áo (Ö3 Austria Top 40)                   | 17              |
| Bỉ (Ultratop 50 Flanders)                | 27              |
| Bỉ (Ultratop 50 Wallonia)                | 9               |
| Canada (RPM)                             | 5               |
| Canada Adult Contemporary (RPM)          | 3               |
| Canada Dance/Urban (RPM)                 | 2               |
| Đan Mạch (Tracklisten)                   | 10              |
| Châu Âu (European Hot 100 Singles)       | 4               |
| Pháp (SNEP)                              | 4               |
| Đức (Official German Charts)             | 9               |
| Ireland (IRMA)                           | 19              |
| Ý (FIMI)                                 | 11              |
| Hà Lan (Dutch Top 40)                    | 7               |
| Hà Lan (Single Top 100)                  | 7               |
| New Zealand (Recorded Music NZ)          | 1               |
| Na Uy (VG-lista)                         | 14              |
| Tây Ban Nha (PROMUSICAE)                 | 2               |
| Thụy Điển (Sverigetopplistan)            | 18              |
| Thụy Sĩ (Schweizer Hitparade)            | 7               |
| Anh Quốc (OCC)                           | 5               |
| Hoa Kỳ Billboard Hot 100                 | 1               |
| Hoa Kỳ Dance Club Songs (Billboard)      | 2               |
| Hoa Kỳ Hot R&B/Hip-Hop Songs (Billboard) | 1               |
| Hoa Kỳ Pop Airplay (Billboard)           | 21              |
| Hoa Kỳ Rhythmic (Billboard)              | 3               |

| Bảng xếp hạng (1999)                 | Vị trí |
| ------------------------------------ | ------ |
| Australia (ARIA)                     | 50     |
| Belgium (Ultratop 50 Wallonia)       | 71     |
| Canada (RPM)                         | 34     |
| Canada Adult Contemporary (RPM)      | 26     |
| Canada Dance/Urban (RPM)             | 24     |
| France (SNEP)                        | 41     |
| Germany (Official German Charts)     | 93     |
| Italy (FIMI)                         | 63     |
| Netherlands (Dutch Top 40)           | 39     |
| Netherlands (Single Top 100)         | 67     |
| New Zealand (Recorded Music NZ)      | 7      |
| UK Singles (Official Charts Company) | 118    |
| US Billboard Hot 100                 | 35     |
| US Hot Dance Club Songs (Billboard)  | 41     |
| US Hot R&B/Hip-Hop Songs (Billboard) | 36     |
| Bảng xếp hạng (2000)                 | Vị trí |
| Netherlands (Dutch Top 40)           | 256    |

| Bảng xếp hạng (1990–99) | Vị trí |
| ----------------------- | ------ |
| US Billboard Hot 100    | 350    |

## Chứng nhận
| Quốc gia | Chứng nhận | Số đơn vị/doanh số chứng nhận |
| --- | ---------- | ----------------------------- |
| Úc (ARIA) | Bạch kim   | 70.000^                       |
| Pháp (SNEP) | Vàng       | 250.000*                      |
| New Zealand (RMNZ) | Bạch kim   | 10.000*                       |
| Anh Quốc (BPI) | Bạc        | 200.000‡                      |
| Hoa Kỳ (RIAA) | Vàng       | 855,000                       |
| * Chứng nhận dựa theo doanh số tiêu thụ. ^ Chứng nhận dựa theo doanh số nhập hàng. ‡ Chứng nhận dựa theo doanh số tiêu thụ và phát trực tuyến. |            |                               |